# Fysikalisme
Fysikalisme er den filosofiske opfattelse, at alt, hvad der eksisterer, er fysisk af natur. Fysikalismen benægter med andre ord, at der eksisterer noget ikke-fysisk som en ”sjæl” eller en ”åndelig verden”.
Fysikalismen er udgået fra den logiske positivisme, der havde et mål om at oprette en enhedsvidenskab. Denne enhedsvidenskab skulle kunne udtrykke alle fænomener – også mentale fænomener - i et enkelt fysisk videnskabssprog. Alt skulle kunne ”oversættes” til fysikkens sprog, også teorier inden for litteraturvidenskab, psykologi og sociologi.
Fysikalisme er egentlig det samme som materialisme, men i vores tid foretrækker filosoffer at bruge udtrykket ”fysikalisme”. Det hænger blandt andet sammen med, at det lidt forældede ord ”materie” synes at forudsætte, at fysisk stof er solidt, stabilt og fast. Den moderne fysik har imidlertid vist, at stof snarere skal forstås som energi. Desuden har fysikken fundet ud af, at stof væsentligt består af tomt rum.